# Euripus nyctelius
Euripus nyctelius är en fjärilsart som beskrevs av Doubleday 1845. Euripus nyctelius ingår i släktet Euripus och familjen praktfjärilar. Inga underarter finns listade i Catalogue of Life.

## Bildgalleri

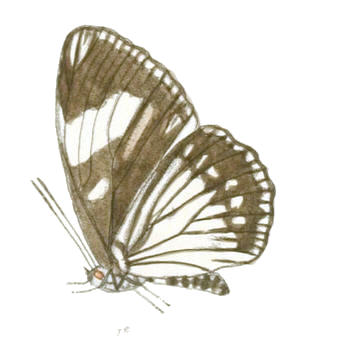
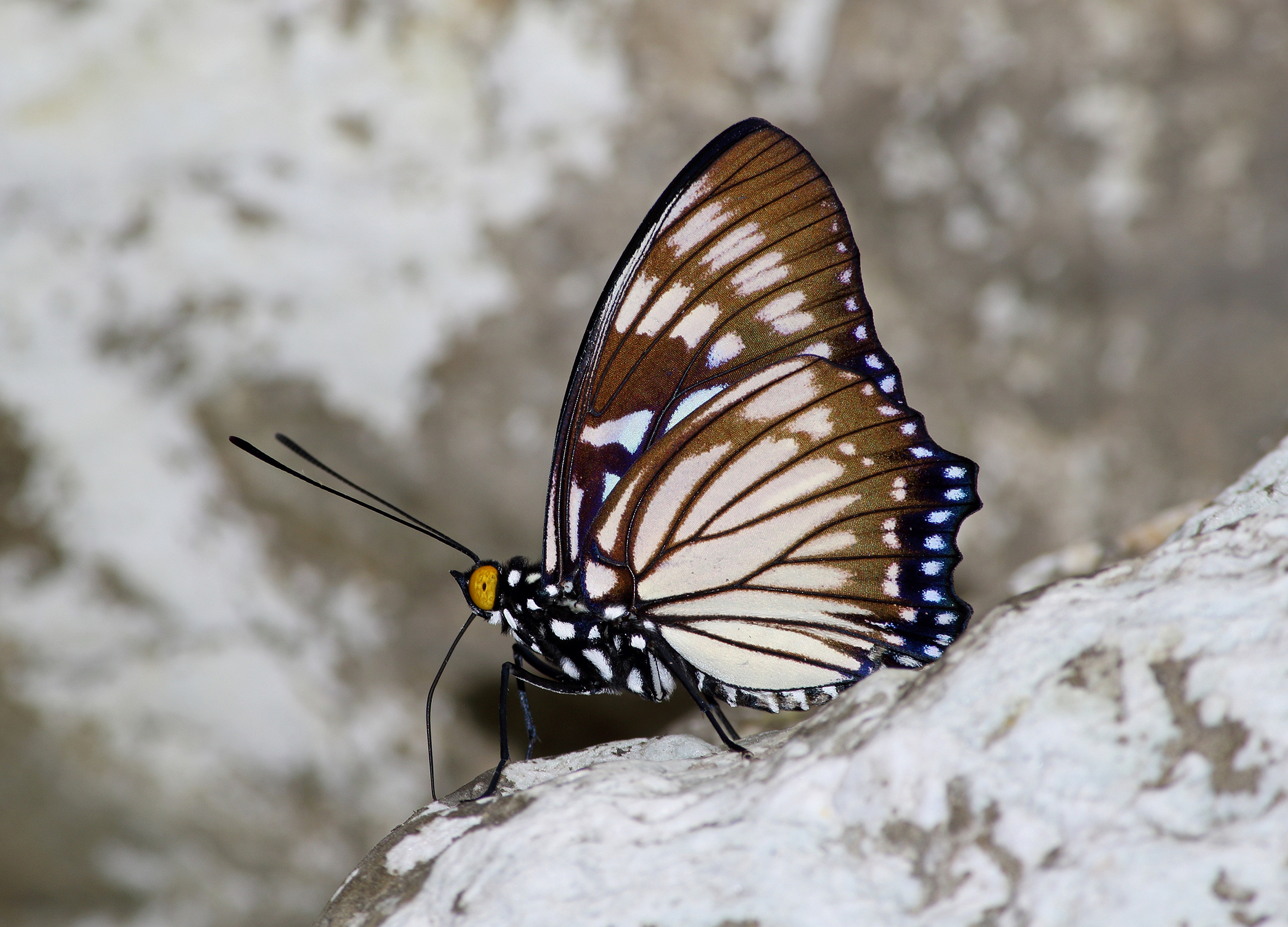
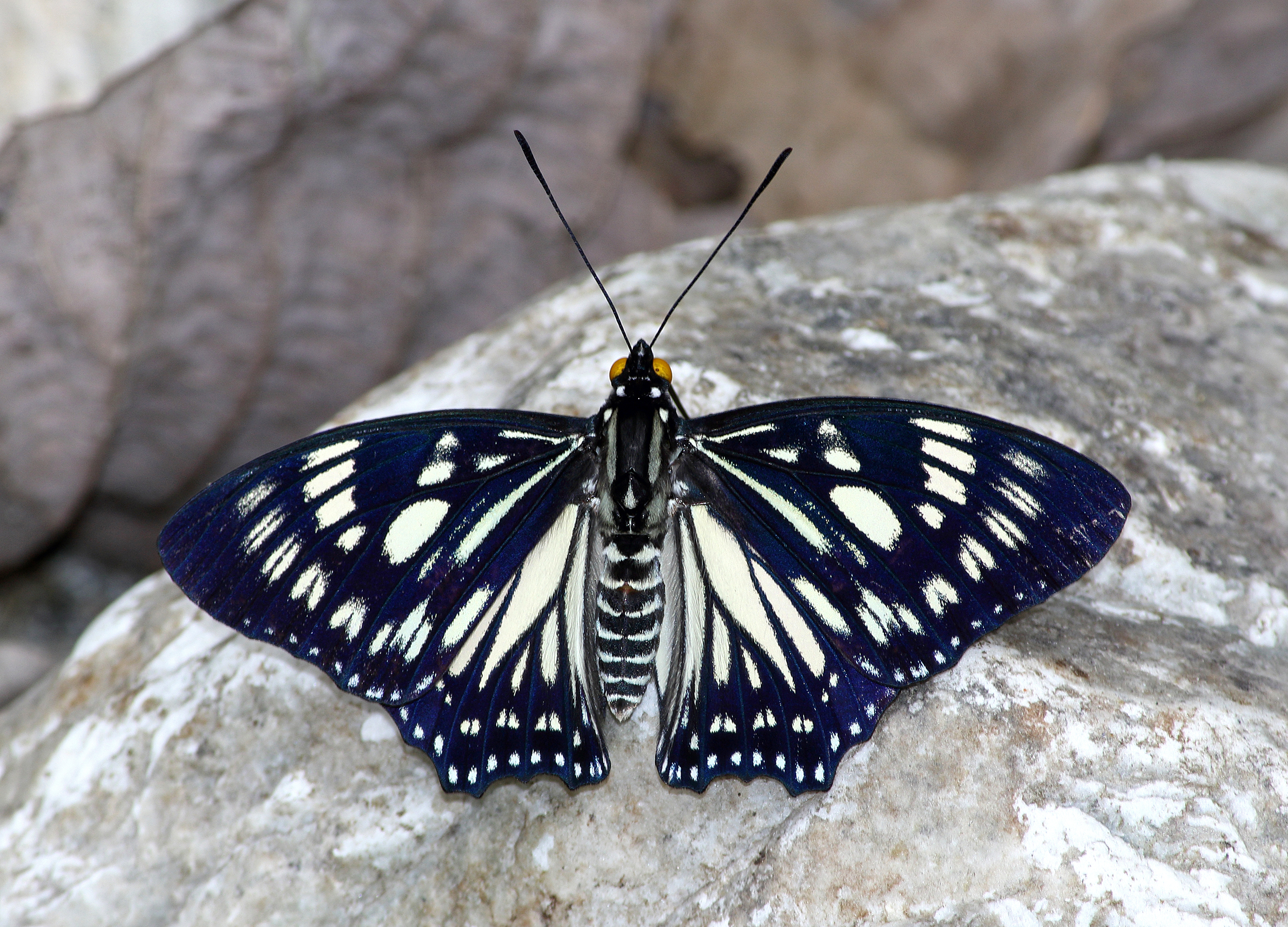